# Waldgraben (Königsbruchgraben)
Der Waldgraben ist ein etwa 0,6 km langer rechter Zufluss der Sauer in der Südpfalz.

## Verlauf
Der Waldgraben entspringt auf einer Höhe von 272 m ü. NN im westlichen Wasgau in einem Waldgebiet am Nordosthang des Nestelberges. Er fließt zunächst in seinem Waldtal in Richtung Nordosten, knickt dann am Eintritt in die Talsohle des oberen Sauertals und ins Naturschutzgebiet Königsbruch fast rechtwinklig nach Südosten ab und mündet schließlich auf einer Höhe von 214 m ü. NN südöstlich von Fischbach bei Dahn in den Königsbruchgraben, einen rechten Nebenarm der hier noch Saarbach genannten  Sauer.